# 万福河
万福河，位于山东省西南部，因汉武帝堵住黄河瓠子决口，“宣防塞兮万福来”，故名万福河，经历代治理，现今是鲁西南重要的排水河道。今万福河源自定陶县孟海镇大薛庄南，与东鱼河北支相通，向东大致沿着巨野和成武两县边界，经金乡县北部，之后再沿着济宁市任城区与鱼台县边界注入南阳湖。全长77.3公里，流域面积1283平方公里。万福河流域为黄河中下游冲积平原，地势平坦，流域内年均降水量为700毫米，降雨多为气旋雨或台风雨，易造成洪涝灾害。万福河干流为Ⅵ级航道，主要支流有柳林河、金成河、大沙河、彭河、友谊河。